# 불카누스
불카누스(Vulcanus)는 고대 로마 종교 및 신화에서 화산의 불, 사막, 금속세공, 대장간 등을 포함한 불의 신이다. 불카누스는 대장장이의 망치로 흔히 표현된다. 불카날리아(Vulcanalia)는 매년 8월 23일에 불카누스를 기리는 축제이다. 그의 그리스 대응신은 불과 대장장이의 신 헤파이스토스이다. 에트루리아 종교에서는 세틀란스와 동일시 여겨진다.
불카누스는 로마 종교에서 가장 오래된 축에 속했는데, 고대 로마의 작가 및 학자 바로는 아날레스 막시미를 인용하며, 티투스 타티우스가 여러 신들에게 신전을 헌정했는데, 그 중에 불카누스가 언급되었다고 기록했다.

## 어원
불카누스의 이름에 대한 기원은 명확하지 않다. 로마의 전승은 번개 (fulgur, fulgere, fulmen)에 관련한 라틴어 단어들과 이름의 기원이 관련 되었다고 주장했으며, 이름이 결국에는 불꽃에 관련된 것이라 생각되었다. 이 해석은 월터 윌리엄 스킷이 자신의 어원 사전에서 빛이 난다라는 의미로 사용하며, 지지를 받았다.
불카누스의 이름이 라틴어가 아니라 자연과 지하 세계를 관장하는 크레타의 신 벨카노스(Velchanos)와 관련한 것이라 여겨지기도 한다. 볼프강 마이드는 이러한 주장을 공상허언이라며 반박했다. 좀 더 최근에 이 어원을 크레타의 미노아 신 벨카노스와 에트루리아 신 벨칸스 간 연속성을 찾은 제라르 카프드빌 (Gérard Capdeville)이 다시 주장하기 시작했다. 미노아 신의 정체성은 불의 지배자인 어린 신이자 대여신과 함께 다니는 이로 생각된다.
크리스티앙 기용바르크는 불카누스의 기원에 대해서 아일랜드 명칭 olcan (소유격일 때 오검문자 표기 : Ulccagni)과 관련있다고 의견을 냈었다. 바실리 아바예프는 불카누스를 나르트 사가의 대장장이 쿠르달레곤 이름의 변형인 오세트어 Wærgon과 비교했다. 쿠르달레곤이라는 일반형에서 이름이 지속적이고 명백한 뜻을 지녔기에 (쿠르드 망치+ 온 가족의+ 알레그 나르트 사가의 가문들 하나의 이름), 이 가설은 뒤메질이 받아들이지 않았다.

## 숭배
불카날이라 불렸던, 로마시에서 가장 오래된 불카누스의 성소는 포룸 로마눔에 있는 카피톨리노 언덕의 아래에 있었고, 로마의 왕정 시기까지 거슬러 올라가며, 기원전 8세기경 전승의 날짜에 사비니족의 공동왕이기도 한 티투스 타티우스가 지었다고 알려졌다. 불카누스의 신전이 로마 외각에 있어야 했다는 것은 에트루리아 창자 점쟁이의 관점이었고, 불카날은 점쟁이들이 카피톨리노 언덕으로 진출하기 이전에는, 원래 로마시 경계 밖이나 경계에 있었을 것이다. 볼카날리아 재물은 8월 23일에 불카누스에게 바쳤다. 불카누스는 또한 캄푸스 마르티우스에 기원전 214년까지 존재했던 신전이 있었다.
로마인들은 불카누스를 그리스의 대장장이 신 헤파이스토스와 동일시여겼다. 불카누스는 그의 그리스 대응신처럼 금속 가공 중에서 불의 사용과 관련이 있게 되었다. 불카날에서 출토된, 헤파이스토스를 나타내는 그리스 도자기 파편은 기원전 6세기까지 거슬러 올라가며, 두 신들이 이미 그 시기에 연관되었음을 보여준다. 그러나 불카누스는 헤파이스토스에 비해서 불의 파괴적인 능력에 강한 연관성을 가졌으며, 그의 숭배자들의 주요 관심사는 해로운 불을 막아달라고 불카누스에게 요청하는 것이었다.

## 불카날리아
불카누스의 축제 불카날리아는 폭염으로 작물들이 타버릴 위험이 가장 큰 시기인 매년 8월 23일에 열렸다. 축제 기간에, 불카누스를 기리기 위해 피워진, 모닥불들에 살아있는 물고기나 작은 동물들이 인간 세계에서 섭취될 수 있도록, 재물로 던져진다.
불카날리아는 농업 활동에 관련된, 8월 하반기에 있던 네 번의 축제 과정 [8월 21일의 콘수알리아 (Consualia), 8월 23일의 불카날리아, 8월 25일의 오피콘시비아 (Opiconsivia), 8월 27일의 불투르날리아 (Vulturnalia)] 중 하나였고 7월 하반기의 축제 과정 [7월 19일과 21일의 루카리아 (Lucaria), 7월 23일의 넵투날리아 (Neptunalia), 8월 25일의 푸리날리아 (Furrinalia)]과도 유사한 관계였다. 7월의 축제들이 통제되지 않는 자연 (숲)과 물 (넵투날리아는 표면수, 푸리날리아는 지하수)이 상대적으로 부족하여, 발생된 위험한 시기에 축제를 열었던 한편, 8월의 축제들은 수확한 곡물의 저장 (콘수알리아), 인간 사회 및 왕국에 대한 신들의 관계 (오피콘시비아)와 함께, 자연에서 인간의 노력에 대한 결과에 헌사한 것들이었으며, 그 당시에 이 모든 것들은 건조할 때 강해진, 불 (불카날리아)과 바람 (불투르날리아)이라는 방대하고 강력한 요소의 위험으로부터 위험하고 보호가 요구되던 것들이다.
불카날리아 기간에 로마인들은 자신들의 의복과 직물을 태양 아래에 걸어두고는 했다고 기록되어 있다. 이 관습은 불카누스와 신성시된 태양 간에 신학적인 연관을 반영했을 것이다.
이 시기에 관찰된 또다른 관습은 로마인들이 촛불을 키고 일을 시작해야만 하는 것이 요구되었는데, 아마도 불카누스를 통한 불의 유익한 사용을 기리기 위한 것으로 보인다. 8월 23일의 불카날리아뿐만 아니라, 두 번의 연례 투빌루스트리아 또는 트럼펫의 정화를 위한 의식에서 두 번째에 속하는 5월 23일의 불카날리아에서도 불카누스가 신성시 되었다.
기원전 20년 8월 23일, 불카누스 신전 지구에서 루디 불카날리키 (Ludi Vulcanalici)가 단 한번 열렸고, 파르티아와의 조약 체결 및 기원전 53년 카레 전투에서 상실한 군단기 회수를 기념하기 위해 아우구스투스가 벌였다.
플라미네스 미노르스(flamines minors) 중에, 플라멘 불카날리스 (flamen Vulcanalis)로 임명된 플라멘은 불카누스의 제식을 맡았다. 플라멘 불카날리스는 매년 5월의 칼렌다이에 열린 마이아 여신의 제물을 바치는 일을 주관했다.
불카누스는 서기 64년 로마 대화재 이후로 기려진 신들 중 하나였다. 그때 같은 화재에 대한 반응으로, 도미티아누스 (제위 81–96)는 퀴리날레 언덕에 새로운 불카누스의 신단을 세웠다. 동시에 붉은 수송아지 한 마리와 붉은색 멧돼지를 로마 지역에서 불카날리아에 쓰이는 최소한의 제물로써 추가했다.

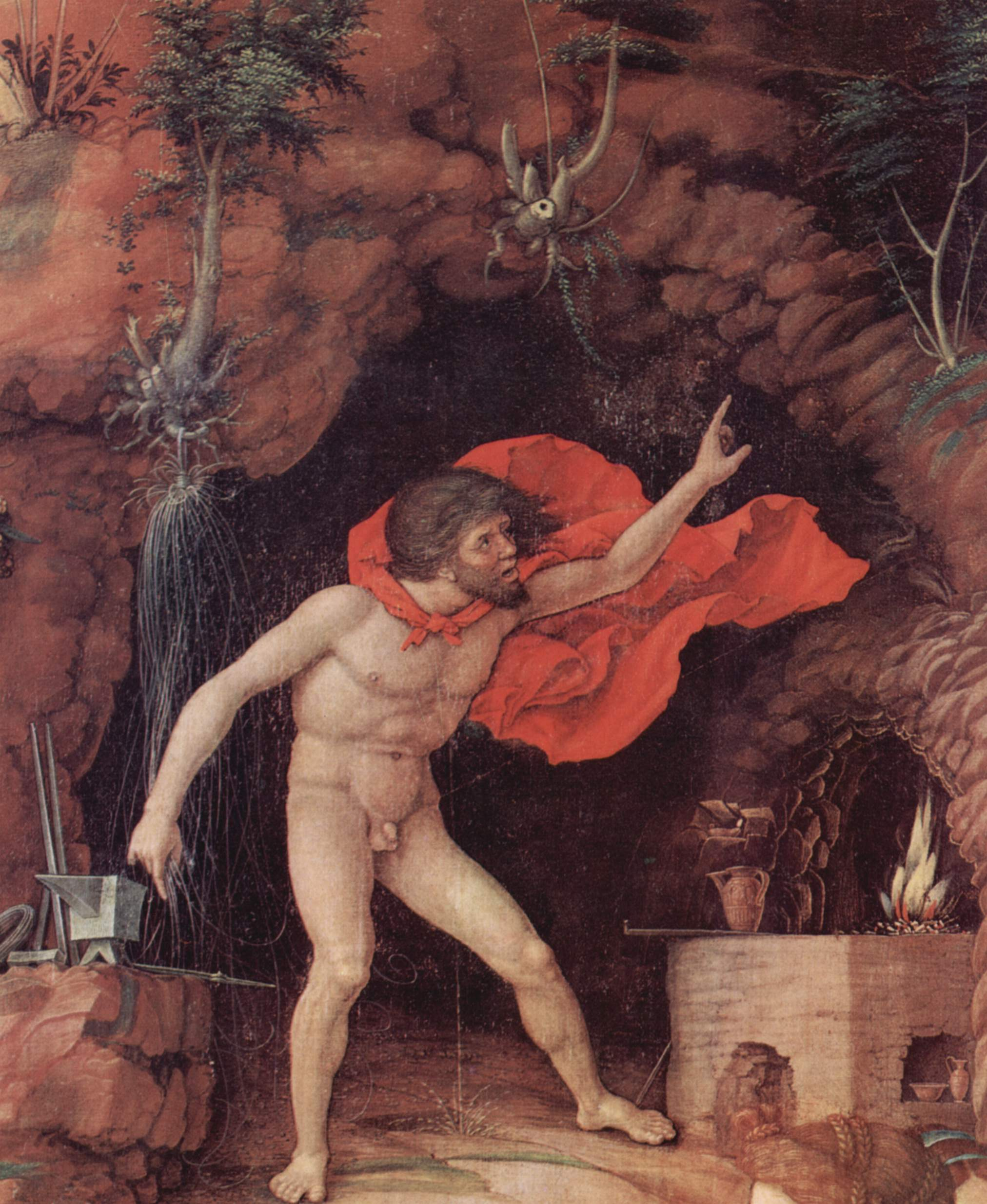
안드레아 만테냐: 파르나스, 불의 신 불카누스

## 신학
불카누스의 본성은 불에 대한 종교적 이념과 관련되어 있다.
불카누스에 대한 로마인의 관념은 불의 파괴적이고 비옥하게 만드는 힘 둘을 관련시키던 것으로 보인다.
첫 번째 측면으로는 수확한 밀들을 잠재적인 위험으로부터 피하기 위해서 불카날리아에서 그가 숭배받은 것이다. 불카누스의 숭배는 도심에서 그로 인해 화재의 위험을 피하기 위하여 본래 로마 도심의 경계 외각에 위치했다.
하지만 이 힘은 만약 적들에게 이뤄졌다면 유용하게 여겨졌고 불카누스의 숭배 장소로 선택된 곳도 이러한 방식으로 해석됐을 수 있다. 이러한 생각은 불카누스를 향한 기도 의식에서 패배한 적들의 무기,뿐만 아니라 적들의 살아남은 장군을 봉헌하는 것을 기초로 두고 있다.
비교 해석을 통하여, 이러한 측면은 뒤메질에 의해서 베다 신화의 세 개의 제물 불꽃 이론에서 제3 또는 방어적 불꽃과 연관되었다. 그 이론에서 세 개의 불꽃은 종교 의식을 치르는데 필수적이었다: 가정의 화로는 천상을 연결하는 정확한 위치에 있는 지상을 가리키는 기능을 하며, 재물의 불은 천상에 의사를 전하며, 방어적인 불은 신성한 공간의 남쪽 경계에 보통 위치했고 악한 영향으로부터 보호하는 기능을 가졌다. 로마시의 영역이 확대된 신전의 모습으로 본다면, 이 세 가지 불은 베스타 신전 (aedes Vestae)을 가정의 화로로, 각각의 신전과 성소 및 제단들을 재물의 불로, 불카누스의 신전을 방어적인 불처럼 여겨져야한다.
불카누스의 또다른 의미는 남성의 생식력과 관련있다. 여러 라틴계 민족과 로마의 전설에서 불카누스는 프라이네스테의 시조 카이쿨루스, 태초의 존재 또는 왕이었지만, 이후에 괴물로 변하여 로마의 아벤티누스 언덕에서 살았던 카쿠스, 로마의 왕 세르비우스 툴리우스 같은 유명한 인물들의 아버지이다. 로물루스 탄생 설화의 변형 내용에서 불카누스라고 명백하게 언급되지는 않으나 세부 사항이 일치한다.

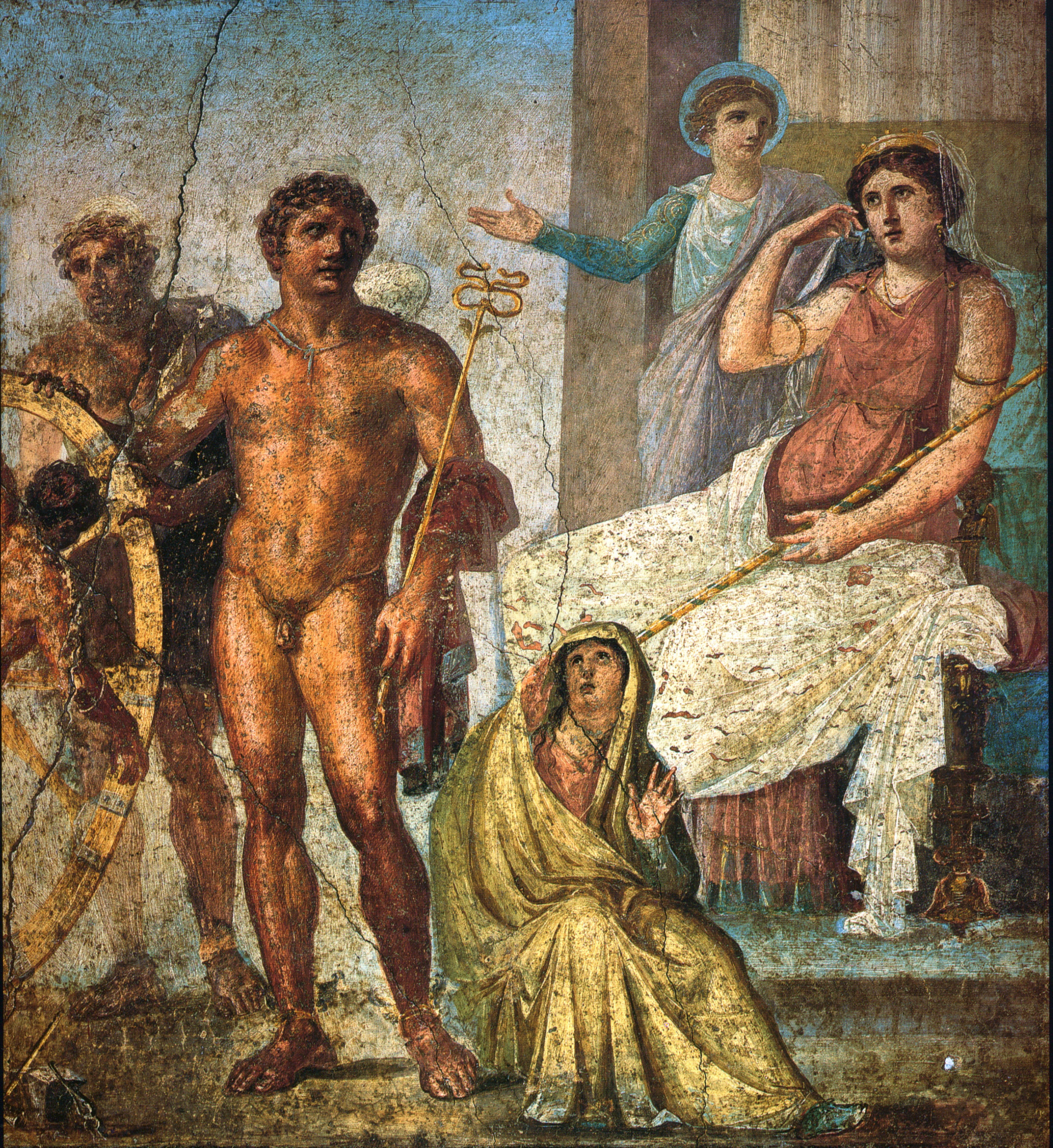
익시온의 처벌: 가운데에 있는 이는 카두케오스를 들고 있는 메르쿠리우스이고 오른쪽은 자신의 권좌에 앉아 있는 유노이다. 유노 뒤에는 이리스가 서서 손 짓을 하고 있다. 왼쪽에 있는 이는 바퀴 뒤에서 서 있는 불카누스 (금발의 인물)이며, 익시온이 묶여 있는 바퀴를 다루고 있다. 네펠레는 메르쿠리우스의 발에 앉아 있다, 폼페이 양식의 로마의 프레스코, (60–79년).

일부 학자들은 불카누스가 프라이네스테의 여신 포르투나 프리미게니아와 안쿠르 (Anxur)의 여신 페로니아를 임신시킨 정체불명의 신일 수도 있다고 생각한다. 이럴 경우에 불카누스는 유피테르의 아버지가 될 수 있다. 이 관점은 포르투나를 유피테르에게 딸 (puer Jovis) 그리고 "근원의"라는 뜻의 primigenia인 어머니로서 연결하는 논쟁에 있다.
위에 언급한 모든 이야기들에서 불카누스의 생식력은 집안 화로의 불과 관련되어 있다.
카이쿨루스의 경우에, 그의 어머니는 화로 근처에 앉아 있는 동안에 화로에서 그의 어머니의 자궁으로 떨어진 작은 불꽃에 의해 임신되었다. 세르비우스 툴리우스의 어머니 오크레시아는 타르퀴니우스 프리스쿠스의 아내 타나퀼의 명령으로, 제물용 제단에 있던 재에서 기적적으로 나타난 남성 성기에 의해 임신되었다. 대 플리니우스도 같은 이야기를 전하지만, 그 아버지는 라르 파밀리아리스였다. 그 아이의 신성성은 아이의 머리가 화염에 둘러쌓였음에도 어떠한 해를 입지 않고 있을 때, 인정되었다.
이 신화들의 비교 분석을 통해, 고고학자 안드레아 카란디니는 카쿠스와 카카가 불카누스의 아들이고, 카이쿨루스는 지방의 신적 존재라는 의견을 냈다. 카쿠스와 카카는 불카누스와 베스타를 투영한 야금술과 집안의 불을 상징한다.
이 전설은 라티움 지역이 도시화가 되기 전으로 거슬러 올라간다. 그들의 의미는 깨나 명확하다: 신적 존재인 불카누스는 처녀 여신을 임신시키고, 신들의 왕인 유피테르를 만들어냈다, 인간의 존재로서, 그는 지역의 처녀 (아마 왕가의 후손)를 임신시키고 왕을 만들어냈다는 것을 뜻한다.
불카누스와 베스타 간에 의식 관련에 대한 첫 언급은 기원전 217년의 렉티스테르니움에서 나왔다. 이 관계를 암시하는 것으로 보이는 다른 요소들은 두 성소가 상대적으로 가까운 것과 할리카르나소스의 디오니소스의 증언이며, 그의 증언에서 두 신의 숭배는 티투스 타티우스가 그가 치른 전투에서 서약한 것을 수행하기 위하여, 그에 의해서 로마에 도입되었다고 언급했다. 바로는 이 주장을 입증했다.
불카누스는 불을 멈추게 하는 여신으로 추정하는 스타타 마테르, 그리고 마이아라는 두 고대의 여신들과 동일하게 관련되어 있다.
허버트 제닝스 로즈는 마이아의 이름에 있는 인도 유럽어 어근 *MAG을 관련시켜서 성장과 관련된 여신이라고 마이아를 해석했다.
마크로비우스는 불카누스의 여성 동행 신이 마이아라는 킨키우스의 의견을 전한다. 킨키우스는 플라멘 볼카날리스가 5월의 칸렌다이 때 마이아에게 제물을 바치는 걸 근거로 삼아 자신의 관점을 보여주었다. 피소의 관점에서, 불카누스의 동행 신은 마이에스타스라는 것이었다.
아울루스 겔리우스에 의하면, 마이아는 불카누스와 연관지어졌고, 그는 로마의 성직자들이 사용하는 의례 기도문을 인용하며 자신의 의견을 뒤받침했다.
불카누스는 티투스 마키우스 플라우투스, 아풀레이우스 (불카누스는 아모르와 프시케의 결혼식에서 요리사이다), 요리사와 재빵사 간 소송에 대한 라틴어 문집 속에 있는 베스파의 짧은 시에서 입증된 것에 따르면, 화덕과 관련된 상품들과 관련된 이들 (요리사, 제빵사, 과자 제조자)의 수호신이다.

## 같이 보기
- 아그니
- 가황